# Verstaging
Verstaging is een term uit de scheepvaart. Een stag is een dik touw of een staaldraad die loopt van een zo hoog mogelijk punt in de mast naar een vast bevestigingspunt (een "putting") op dekniveau van het schip. Verstaging is het geheel van stagen die gebruikt worden om een mast op een schip overeind te houden.
Om de spanning van het stag te kunnen instellen, wordt bij moderne tuigen vaak een spanwartel tussen stag en putting opgenomen, bij klassieke tuigen wordt tussen de ogen van het stag en putting eenvoudig enkele lussen touw, een "talreep" ingeschoren. Bij veel zeilboten kan het stag ook dienen als 'opbergplek' voor een pikhaak of boom. 
Op de wal spreekt men van tui of tuidraad in plaats van stag; een zo ondersteunde mast op het land heet een getuide mast.
Door een goede verstaging kan een stijve mast gerealiseerd worden, zonder dat de mast ook heel zwaar moet zijn. Op een kleine boot, zoals een Optimist kan volstaan worden met alleen de mast, verstaging is niet nodig omdat de mast van zichzelf over voldoende sterkte en stijfheid beschikt. Wordt een schip groter, dan worden de krachten van de zeilen op de mast ook veel groter en zal een ongestaagde mast een steeds groter en zwaarder onderdeel worden. En hoe zwaarder de mast, des te hoger zal het zwaartepunt van de boot liggen, en een hoger zwaartepunt impliceert een vermindering van de stabiliteit van de boot.
De opbouw van de verstaging van een schip is afhankelijk van de zeilvoering van het schip. Iedere vorm van zeilvoering stelt zijn eigen eisen.
Vanwege de enorme krachten die erop werken, zijn stagen op moderne schepen over het algemeen in staaldraad uitgevoerd (veelal in roestvast staal). Stagen kunnen ook in nieuwe materialen (koolstofvezels, dyneema, twaron) uitgevoerd worden, maar met name de prijs en de duurzaamheid maken de keuze voor staaldraad op dit moment in de meeste gevallen nog het waarschijnlijkst.
Een nadeel van stagen is de extra luchtweerstand, waardoor zeilboten minder efficiënt tegen de wind in kunnen zeilen. Bij oude type zeilschepen worden tussen de stagen ook nog touwen gespannen om als ladder te dienen om de mast te kunnen beklimmen. Bij dwarsgetuigde schepen moet de bemanning vaak in de mast klimmen om zeilen bij te werken. Deze schepen varen echter nooit scherp aan de wind en hierdoor is de extra luchtweerstand minder een probleem.

## Stag of want
Op klassieke dwarsgetuigde schepen sprak men niet over verstaging, maar waren er stagen aan voor- en achterzijde en het want aan beide zijden van het schip. Het want diende met de stagen als verstaging van de mast. Het onderscheid was waar de verstaging zat: 
- stag - zit aan de voor- en achterkant van de mast, ondersteunt dus naar voren en naar achteren;
- want - zit aan de zijkant van de mast, bakboordwant en stuurboordwant, steunt de mast opzij;
- bakstag - wordt naar achteren gebracht en opgespannen aan de loefzijde. Op het bakstag aan de lijzijde is geen spanning en deze wordt naar voren gebracht om niet in de weg te zitten van het grootzeil.

Het want zat bij de dwarsgetuigde schepen altijd iets naar achteren ten opzichte van de mast, om de ra's en de zeilen op het schip nog voldoende ruimte te geven om te kunnen bewegen (brassen). Bij langsgetuigde jachten is het want ook vaak iets achter de mast aan dek bevestigd, zodat de mast na het losmaken van het voorstag, gemakkelijk kan worden gestreken.

## Topgetuigd
Bij een topgetuigd (langsgetuigd) kleiner schip zijn er in de basis vier stagen:
1. voorstag
2. bakboordstag of bakboordtopwant
3. stuurboordstag of stuurboordtopwant
4. hekstag of achterstag

Wordt de boot groter, dan zal de mast op meer punten ondersteund moeten worden. Extra ondersteuning aan de achterkant is niet mogelijk, aan de voor- en zijkanten kan dat wel:
- babystag (onder het voorstag)
- kleine bakboordstag of bakboordhoofdwant
- kleine stuurboordstag of stuurboordhoofdwant

In het want kunnen nog zalings aangebracht worden, die voor een verdere versteviging van de mastconstructie kunnen zorgen.
De onderdelen van de verstaging van een topgetuigd schip zijn;
1. hekstag
2. voorstag
3. zaling
4. topwant of zijstag
5. hoofdwant of kleine zijstag
6. babystag
7. knikzaling
8. knikwant
9. spruit
10. spanwartel (draadspanner)
11. putting

## Gaffelgetuigd, sprietgetuigd
Bij een gaffelgetuigd of sprietgetuigd schip kan er geen achterstag zijn. Een achterstag zou dan het zeil in zijn bewegingen kunnen hinderen. Het achterstag wordt vervangen door twee bakstagen: het bakboordbakstag en het stuurboordbakstag.
Dit type van tuigage wordt ook veel toegepast op de schepen van de bruine vloot, de rond- en platbodem schepen. Op deze schepen wordt ook veelvuldig gebruikgemaakt van de boegspriet. Onder de boegspriet, om deze op zijn plaats te houden, zit nog een extra stag, de waterstag.

## Dwarsgetuigd
Op de traditionele, dwarsgetuigde schepen wordt iedere mast op zich met stagen vastgezet. Naarmate de mast groter is, zal er een ingewikkelder verstaging nodig zijn. De voor- en achterverstaging loopt dan niet alleen van de mast naar het dek, maar ook tussen de masten onderling. De zijverstaging is iets achterlijker dan dwars geplaatst om de ra's met de zeilen nog een zekere bewegingsvrijheid te gunnen. 
De naam die voor de zijverstaging gehanteerd werd op deze schepen was het staand want.
De samenstelling van het staand want, de hoeveelheid wanten per mast, is afhankelijk van de lengte van het schip (de dikte, grootte van de mast zijn ook afhankelijk van de lengte). De regel die indertijd (min of meer) gehanteerd werd voor de grote mast op de VOC-retourschepen is 6 stel wanten voor 100 voet, met 1 want extra per 15 voet. Voor de fokkemast gold het aantal van de grote mast min één en voor de kruismast gold het aantal van de grote mast gedeeld door twee.
Naast de verstaging voor de masten was op deze schepen ook verstaging nodig voor de stengen (mastverlengingen). Iedere steng had zijn eigen verstaging nodig. Voor de steng op de grote mast, de grote steng, was nodig een grootstengestag en een grootstengewant.
Dat gold voor alle stengen, met als gevolg een enorme hoeveelheid stagen die over een schip liepen. Niet al de stagen liepen overigens naar het dek, er waren ook stagen die van de ene mast naar de andere mast liepen, naar het punt waar de stagen aan die mast vast zaten. Daarnaast liep het stengewant niet door naar het dek maar naar een platform (de mars) boven in de mast (of de steng) waarop deze steng bevestigd was.